# Polyandrocarpa placenta
Polyandrocarpa placenta är en sjöpungsart som först beskrevs av William Abbott Herdman 1886.  Polyandrocarpa placenta ingår i släktet Polyandrocarpa och familjen Styelidae.
Artens utbredningsområde är Södra Ishavet. Inga underarter finns listade i Catalogue of Life.